# Automatic (canção)
"Automatic" é uma canção gravada pelo grupo feminino sul-coreano Red Velvet para seu extended play (EP) de estreia Ice Cream Cake (2015). Escrita e produzida por Daniel "Obi" Klein & Charli Taft com adaptação da letra coreana pelo letrista Choi So-young do Jam Factory, a faixa de R&B contemporâneo foi lançada como o primeiro single do grupo (comercializado como um single de pré-lançamento anteriormente, mas depois serve como uma das duas faixas-título) do EP em 14 de março de 2015 pela SM Entertainment, junto com um videoclipe que acompanha. Ele marca seu primeiro lançamento como quinteto desde a adição da integrante Yeri, e também o segundo single do grupo a seguir seu conceito "Velvet" após "Be Natural" em outubro de 2014.
Após o seu lançamento, a canção foi considerada uma das canções "Velvet" com a assinatura do grupo e recebeu críticas positivas dos críticos de música devido à sua produção sensual e mínima.  Comercialmente, a canção alcançou moderadamente tanto na Gaon Digital Chart quanto na Billboard World Digital Songs, chegando ao número 32 e número 9, respectivamente.

## Antecedentes e lançamento
Antes do anúncio de retorno oficial, Red Velvet foi filmado em um deserto ao lado de Palmdale, Califórnia, para um videoclipe em fevereiro de 2015, com a membro de SM Rookies, Yeri (que finalmente foi revelado como seu local de filmagem para "Ice Cream Cake"). Em 11 de março de 2015, SM Entertainment apresentou oficialmente a Yeri como a nova íntegrante da Red Velvet através de um vídeo carregado em seu canal do YouTube, juntamente com imagens prévias de Irene e Joy. No mesmo dia, elas revelaram o título do primeiro álbum do grupo a ser Ice Cream Cake, que será lançado em 18 de março de 2015. O vídeo oficial para "Automatic" foi então carregado no canal oficial da SM Town em 14 de março, com seu lançamento digital oficial em 17 de março.

## Composição
Musicalmente, Jeff Benjamin da Billboard descreveu "Automatic" como um "slow jam de R&B de Janet Jackson" que representa o lado "Velvet' do grupo, enquanto Kim Do-hyun da IZM citou a canção como um exemplo para R&B contemporâneo dos anos 90 com influência de neo soul. Como resultado, a música cai na categoria "Velvet", que começou com o último lançamento digital do grupo. Foi composta na chave de Fá menor com um tempo de 180 batidas por minuto.
A canção marca a primeira colaboração de Red Velvet com os produtores Daniel "Obi" Klein e a cantora e compositora britânica Charli Taft, que mais tarde produziria várias canções para elas. A canção foi escrita por Klein e Taft na primeira viagem deste último a Seul, após SM Entertainment a convidou para participar de campos de composição no SM Studios. Liricamente, a música conta como os sentidos e sentimentos de uma garota são "naturais" e "automáticos" apenas pelo toque de seu amante, com o monólogo de abertura "Como você gostaria que isso fosse? / Natural e automático para você" referindo-se  a ambas as primeiras músicas do Velvet "Be Natural" e "Automatic".

## Videoclipe e promoção
O videoclipe "Automatic" foi dirigido por Shin Hee-won, que mais tarde dirigiria novamente para os singles "One of These Nights", "Russian Roulette" e "Rookie". Apresentou todas as cinco integrantes em uma imagem mais suave e mais madura, mostrando coreografia sensual em uma mesa de jantar mal iluminada. Pretendia-se mostrar o contraste entre o seu sofisticado conceito de "Velvet" e o tema brilhante e borbulhante do "Ice Cream Cake".
Como parte das promoções de Ice Cream Cake, uma versão encurtada de "Automatic" foi apresentada ao vivo durante a primeira semana de promoção nos programas musicais M Countdown, Music Bank e Inkigayo, respectivamente. A música foi então apresentada com coreografia completa pela primeira vez durante o primeiro concerto de Red Velvet, Red Room, em agosto de 2017.

## Recepção
Após seu lançamento inicial, "Automatic" recebeu críticas positivas dos críticos e se tornou uma das canções "Velvet" que assinam o grupo. Enquanto Jeff Benjamin, da revista Billboard, chamou a canção de "uma slow jam de R&B estilo Janet Jackson que as posiciona como sirenes sensuais", Kim Do-hyun da IZM destacou a canção como uma das escolhas dos críticos e a chamou de "uma faixa R&B certamente implementada." Além da crítica do single seguinte "Ice Cream Cake", Jakob Dorof da revista Spin elogiou a faixa como "uma vencedora recente" tanto para o grupo quanto para sua gravadora. Jacques Peterson, da Idolator, classificou-a em 22º lugar na lista "As 25 melhores canções K-Pop de 2015", chamando a música de destaque devido à sua "batida R&B minimalista" e "sensualidade melancólica".

## Reconhecimentos
| Critico/Publicação | Lista                                  | Classificação | Ref.   |
| ------------------ | -------------------------------------- | ------------- | ------ |
| Reddit K-Pop       | Prêmio de Melhor Canção de R&B de 2015 | 1             | [ 10 ] |

## Desempenho comercial
Após o lançamento digital de seu extended play parente, "Automatic" alcançou um sucesso comercial moderado, chegando ao número 32 e 16 na Gaon Digital Chart e Gaon Download Chart durante a terceira semana de março de 2015, respectivamente. Além disso, também alcançou o número 94 na Gaon Monthly Digital Chart (doméstico) e o número 68 na Gaon Monthly Download Chart para março de 2015, com vendas totais de 71.844 unidades digitais. Desde abril de 2015, a música atingiu mais de 80.000 downloads.
Em outro lugar, a canção estreou e alcançou a posição número 9 na Billboard World Digital Song, tornando-se sua quarta entrada e, no momento, sua posição de pico mais baixa na tabela. Mais tarde, foi superado pelo single "Rebirth" do SM Station de 2017, que estreou e alcançou a posição número 25 na World Digital Chart.

## Desempenho nas tabelas musicais
| Tabela musical (2015)                          | Melhores posições |
| ---------------------------------------------- | ----------------- |
| Coreia do Sul (Gaon Digital Chart)             | 32                |
| Estados Unidos (Billboard World Digital Songs) | 9                 |

## Histórico de lançamento
| Região        | Data                | Formatos                   | Gravadoras  |
| ------------- | ------------------- | -------------------------- | ----------- |
| Coreia do Sul | 17 de março de 2015 | Download digital streaming | SM KT Music |
| Várias        | 17 de março de 2015 | Download digital streaming | SM          |